# Santa Ana, Chamula
Santa Ana är en ort i Mexiko.   Den ligger i kommunen Chamula och delstaten Chiapas, i den sydöstra delen av landet, 700 km öster om huvudstaden Mexico City. Santa Ana ligger 2 476 meter över havet och antalet invånare är 582.
Terrängen runt Santa Ana är kuperad åt nordost, men åt sydväst är den bergig. Santa Ana ligger uppe på en höjd. Runt Santa Ana är det tätbefolkat, med 550 invånare per kvadratkilometer. Närmaste större samhälle är San Cristóbal de las Casas, 13,2 km sydost om Santa Ana. I omgivningarna runt Santa Ana växer huvudsakligen savannskog.